# Cabinet Zinn III
Land de Hesse
Zinn II Zinn IV
Le cabinet Zinn III (en allemand : Kabinett Zinn III) est le gouvernement du Land de Hesse entre le 29 janvier 1959 et le 31 janvier 1963, durant la 4e législature du Landtag.

## Historique du mandat
Dirigé par le ministre-président social-démocrate sortant Georg August Zinn, ce gouvernement est constitué et soutenu par une coalition entre le Parti social-démocrate d'Allemagne (SPD) et la Fédération des réfugiés et des expulsés (BHE). Ensemble, ils disposent de 55 députés sur 96, soit 57,3 % des sièges du Landtag.
Il est formé à la suite des élections législatives régionales du 23 novembre 1958.
Il succède donc au deuxième cabinet de Zinn, constitué et soutenu par une coalition identique.
Au cours du scrutin, le SPD assure une progression d'environ quatre points mais échoue à remporter la majorité absolue des députés, se contentant de l'exacte moitié des sièges à pourvoir. Il confirme son alliance avec le BHE, dont le résultat ne varie quasiment pas.
Georg August Zinn est investi ministre-président le 11 décembre et son gouvernement de six ministres est assermenté 49 jours plus tard.
Lors des élections de 1962, le SPD reste la première force politique régionale en conquérant la majorité absolue des suffrages exprimés et des sièges. Zinn maintient cependant son alliance avec le Parti pan-allemand (GDP, successeur du BHE) et constitue en janvier 1963 son quatrième cabinet.

## Composition
- Les nouveaux ministres sont indiqués en gras, ceux ayant changé d'attributions en italique.

| Poste                                                | Ministre | Ministre           | Parti |
| ---------------------------------------------------- | -------- | ------------------ | ----- |
| Ministre-président Ministre de la Justice            |          | Georg August Zinn  | SPD   |
| Vice-ministre-président Ministre de l'Intérieur      |          | Heinrich Schneider | SPD   |
| Ministre des Finances                                |          | Wilhelm Conrad     | SPD   |
| Ministre de l'Agriculture et des Forêts              |          | Gustav Hacker      | BHE   |
| Ministre de l'Instruction et de l'Éducation publique |          | Ernst Schütte      | SPD   |
| Ministre du Travail, du Bien-être et de la Santé     |          | Heinrich Hemsath   | SPD   |
| Ministre de l'Économie et des Transports             |          | Gotthard Franke    | BHE   |